# Comuna de Czarnocin
Czarnocin (polaco: Gmina Czarnocin) é uma gminy (comuna) na Polónia, na voivodia de Lodz e no condado de Piotrkowski. A sede do condado é a cidade de Czarnocin.
De acordo com os censos de 2004, a comuna tem 4104 habitantes, com uma densidade 56,4 hab/km².

## Área
Estende-se por uma área de 72,74 km², incluindo:
- área agricola: 86%
- área florestal: 7%

## Demografia
Dados de 30 de Junho 2004:
|                      | Total   | Total | Mulheres | Mulheres | Homens  | Homens |
| -------------------- | ------- | ----- | -------- | -------- | ------- | ------ |
|                      | pessoas | %     | pessoas  | %        | pessoas | %      |
| População            | 4104    | 100   | 2161     | 52,7     | 1943    | 47,3   |
| Densidade (pop./km²) | 56,4    | 100   | 29,7     | 29,7     | 26,7    | 26,7   |

De acordo com dados de 2002, o rendimento médio per capita ascendia a 1383,99 zł.

## Subdivisões
- Bieżywody, Biskupia Wola, Budy Szynczyckie, Czarnocin, Dalków, Grabina Wola, Kalska Wola, Rzepki, Szynczyce, Tychów, Wola Kutowa, Zamość, Zawodzie.

## Comunas vizinhas
- Będków, Brójce, Moszczenica, Tuszyn